# Cylindraspis vosmaeri
Espèce
Synonymes
- Testudo indica vosmaeri Suckow, 1798
- Testudo rodericensis Günther, 1873
- Testudo commersoni Vaillant, 1898

Statut de conservation UICN

 EX  : Éteint
Cylindraspis vosmaeri est une espèce éteinte de tortue terrestre géante de la famille des Testudinidae.

## Répartition

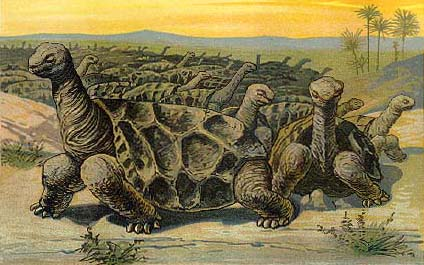
Dessin imaginaire d'un groupe de Cylindraspis vosmaeri
Début des années 1900.

Cette espèce était endémique de l'île Rodrigues dans l'océan Indien.
Quelque 280 000 individus auraient été massacrés par les colons qui mangeaient leur chair et récupéraient l'huile. 
Les deux derniers spécimens ont été observés entre 1732 et 1795.

## Description
La tortue géante de Rodrigues était une espèce de tortue géante exceptionnellement grande, avec un long cou relevé et une carapace renversée, ce qui lui donnait une forme de girafe presque similaire à celle d'un dinosaure sauropode.
Les premiers colons décrivaient la tortue géante de Rodrigues comme un animal docile et doux, ayant tendance à se rassembler en grands groupes, surtout le soir. Un des premiers colons huguenots, en 1707, a décrit le comportement de groupe inhabituel de ces animaux :
« Ils placent toujours des sentinelles à une certaine distance de la troupe, aux quatre coins du camp, vers lesquelles les sentinelles tournent le dos et regardent avec leurs yeux, comme si elles étaient en train de faire le guet. C'est ce que nous avons toujours observé d'eux ; et ce mystère paraît d'autant plus difficile à comprendre, que ces créatures sont incapables de se défendre... » (Leguat, 1707)

## Étymologie
Cette espèce est nommée en l'honneur d'Arnout Vosmaer (1720-1799).

## Publication originale
- (de) Suckow, 1798 : Anfangsgründe der theoretischen und angewandten Naturgeschichte der Thiere. Dritter Theil. Von den Amphibien. Leipzig: Weidmannischen Buchhandlung, p. 1-298.